# Хамадиев, Дамир Дарвисович
Дамир Дарвисович Хамадиев (род. 30 июля 1981, Свердловск) — российский футболист, игрок в мини-футбол, универсал; тренер. Экс-игрок сборной России по мини-футболу. Главный тренер дубля МФК «Ухта». Известность приобрёл многолетними выступлениями за екатеринбургский клуб «ВИЗ-Синара».

## Биография
Родился в Свердловске в семье футболиста Дарвиса Хамадиева. До 15 лет занимался большим футболом, затем решил перейти в мини-футбол. В 1996 году он стал чемпионом России среди юношей в составе команды «Уралмаш-М».
Первый серьёзный успех Хамадиева на взрослом уровне датирован 2001 годом, когда он в составе екатеринбургской «Финпромко-Альфы» стал обладателем Кубка России по мини-футболу. В 2002 году Дамир перешёл в другой екатеринбургский клуб — «ВИЗ-Синара». Последовали вызовы в сборную, в составе которой в 2005 и 2007 годах он выигрывал медали Чемпионата Европы по мини-футболу.
В 2007 году Хамадиев вновь выиграл Кубок России, а через год помог «ВИЗ-Синаре» на пути к первому европейскому успеху — победе в Кубке УЕФА по мини-футболу. В последующие годы Дамир дважды выиграл с екатеринбургским клубом титул чемпиона России.
Летом 2011 года Хамадиев перешёл в московский клуб «Дина», за которую выиграл свой третий титул чемпиона России в сезоне 2013/14.
После снятия «Дины» с розыгрыша Суперлиги в 2017 году вернулся в «Синару», где выиграл Кубок России 2016/17.
В 2020 году покинул состав «Синары», перейдя в пермский клуб «А-ТУР», выступавший в конференции «Восток» Высшей лиги.
Завершил профессиональную карьеру игрока в 2021 году.
Рекордсмен по числу игр в главном дивизионе российского мини-футбола (Высшей лиге/Cуперлиге) — 667.

## Достижения
- Серебряный призёр Чемпионата Европы по мини-футболу: 2005
- Бронзовый призёр Чемпионата Европы по мини-футболу: 2007
- Полуфиналист Чемпионата мира по мини-футболу: 2008
- Победитель студенческого чемпионата мира по мини-футболу (2): 2002, 2006
- Обладатель Кубка УЕФА по мини-футболу: 2007/08
- Чемпион России по мини-футболу (3): 2008/09, 2009/10, 2013/14
- Обладатель Кубка России по мини-футболу (3): 2001, 2006/07, 2016/17

## Личная жизнь
Отец — бывший футболист «Уралмаша» Дарвис Хамадиев (1947—2025).